# 무협
무협(武俠)이란 '무술'과 '협의'를 소재로 하는 장르로, 수련과 전투가 주로 묘사된다. 판타지라는 관점에서는, “동양의 판타지”라는 뜻에서 오리엔털 판타지로도 불린다.

## 무협 관련도서

### 무협 소설
최근 한국의 무협소설 시장이 더욱 부각되면서 여러 무협소설이 베스트셀러(밀리언셀러)에 오르는 등 많은 상승세를 보이고 있다. 환생물, 성장물, 회귀물, 정통 무협물 등 여러 가지를 기반으로 한 무협 소설이 더욱 부각되고 있는 추세다.

### 무협 만화
1900년대 중후반부터 무협 세계가 생겨나 만화로 만들어져 열풍적인 인기를 끌었다. 최근에는 무협 소설이 인기를 얻으면서 그 소설을 원작으로 하는 만화가 만들어지고 있다. 

## 무협 영상매체
문화적인 측면에서 보자면 소설, 만화, 영화, 게임 등에서 중국을 비롯한 동양판타지를 소재로 한 장르를 일컫는 말이다. 장르의 한종류로서 무협이 갖는 특징은 오랜 수련과 단련을 통해 연마된 인간의 육체와 정신이 결합된 내공의 힘과 그러한 힘을 병장기 등의 도구를 통해 외부의 무력으로 발산하는 외공의 힘이 등장하고 그러한 내외공 수련의 과정 혹은 수련동기와 목적을 수행하는 과정을 주요한 테마로 한다는 점이다.서양판타지가 신화와 영웅의 서사에 판타지적인 대상물의 등장과 활약 혹은 대립을 주요한 테마로 하는 것에 반하여, 동양판타지로서의 무협은 영웅이 탄생하기까지의 수련의 과정을 통해 내외공을 성장시키는 것이 주요한 테마로 등장한다.

### 무협 영화
중국무협을 소재로 삼은 영화가 활발히 제작 중이다. 전 세계적인 파급효과를 갖은 영화도 다수 있는데.

### 무협 텔레비전 드라마
중국에서는 무협 드라마 제작 활동이 왕성하다. 김용 원작의 '의천도룡기'와 '신조협려'는 해마다 제작되면서 인기를 끌고 있다.

### 무협 게임

#### 중국
무협 성격을 띤 게임은 주로 대만, 중국에서 많이 출시되었다. 그리고 '삼국지연의', '수호전', '서유기' 등 고전을 토대로 창조한 게임들도 많이 등장하였다. 예를 들면, 일본의 FALCOM(日本ファルコム)사에서 출시된 '환상삼국지(幻想三国誌)' 시리즈는 대만의 UserJoy Technology사의 게임을 로컬라이징한 것으로 무협 장르에 속한다고 할 수 있다. 또한, 김용의 '사조삼부작'도 게임으로 곧잘 출시되곤 하였다.

#### 한국
한국에서 만들어진 무협 게임은 패키지(PC)와 온라인의 두 가지로 나뉠 수 있다. 패키지(PC) 무협게임은 그 수가 무척 적지만 '북명', '망국전기', '퇴마전설', '천랑열전', '열혈강호' 등이 있었다. 온라인 무협게임은 우선 MUD가 있었다. 텍스트 기반으로 온라인 유저를 모아 진행하는 게임방식으로 '강호2', '무림크래프트', '바람의나라' 같은 게임들이 인기를 끌었다. 그리고 이것에 그래픽을 입혀 대중화하기 시작한다. 초기에는 MUG라고 불렸지만 차츰 MMORPG라는 용어로 일반화되었다. 그래픽 기반의 초기 무협게임은 '바람의 나라', '영웅문', '천년', '천상비' 등이 있으며, 2007년 기준으로는 '구룡쟁패', '영웅 온라인', '열혈강호 온라인', '십이지천' 등이 가동되고 있으며, 다수의 무협게임들이 개발되고 있다. 예로, 무협소설 '묵향' 을 배경으로 한 타이탄 리턴즈가 있다.

## 같이 보기
- 검마 판타지
- 혈도 (중의학)